# Liste der denkmalgeschützten Objekte in Mayrhofen
Die Liste der denkmalgeschützten Objekte in Mayrhofen enthält die 17 denkmalgeschützten, unbeweglichen Objekte der Gemeinde Mayrhofen.

## Denkmäler
| Foto |                 | Denkmal                                                                         | Standort                                              | Beschreibung | Metadaten |
| ---- | --------------- | ------------------------------------------------------------------------------- | ----------------------------------------------------- | --- | --- |
| ja   | Datei hochladen | Kath. Pfarrkirche Unsere Liebe Frau HERIS-ID: 55705 Objekt-ID: 64500 TKK: 15113 | gegenüber Am Marienbrunnen 347 Standort KG: Mayrhofen | Die Kirche wurde im 14. Jahrhundert erstmals urkundlich genannt. Nach einem Brand wurde sie um 1500/1510 von Lienhard Plutauer im spätgotischen Stil neu erbaut und nach einem neuerlichen Brand um 1580 wiedererrichtet. 1740/41 wurde sie barockisiert und umgebaut. 1968/69 wurde das barocke Langhaus abgebrochen und durch einen Neubau nach Plänen von Clemens Holzmeister ersetzt. Die Kirche besteht aus dem modernen Langhaus über achteckigem Grundriss sowie dem spätgotischen zweijochigen Chor und angrenzendem Turm. Im Chor befindet sich ein Fresko der Aufnahme Mariens in den Himmel von ca. 1745, im Langhaus ein Deckenfresko mit der Rose von Jericho von Max Weiler von 1971. Der Hochaltar und die weitere Ausstattung stammen aus dem 18. Jahrhundert.            | BDA-Hist.: Q20754109 Status: § 2a Stand der BDA-Liste: 2025-06-30 Name: Kath. Pfarrkirche Unsere Liebe Frau GstNr.: .126 Pfarrkirche Mariä Himmelfahrt (Mayrhofen) |
| ja   | Datei hochladen | Grabkreuze vor der Kirche HERIS-ID: 98052 Objekt-ID: 113929 TKK: 115647         | gegenüber Am Marienbrunnen 347 Standort KG: Mayrhofen | An der Stelle des 1766 angelegten und 1965 aufgelassenen Friedhofs südlich der Kirche befindet sich heute eine kleine Grünanlage mit schmiedeeisernen Grabkreuzen vom alten Friedhof, dazwischen ein Gedenkstein mit bronzener Inschrift. | BDA-Hist.: Q37771198 Status: § 2a Stand der BDA-Liste: 2025-06-30 Name: Grabkreuze vor der Kirche GstNr.: 1936/1                                                   |
| ja   | Datei hochladen | Widum HERIS-ID: 55702 Objekt-ID: 64497 TKK: 115649                              | Am Marienbrunnen 347 Standort KG: Mayrhofen           | Das Widum wurde vermutlich im 18. Jahrhundert errichtet, 1936 und Ende der 1960er Jahre umgebaut und 1998–2000 zu einem Pfarrzentrum umgebaut. Der zweigeschoßige Mauerbau hat ein ausgebautes Dachgeschoß aus Holz. An der Hauptfassade befindet sich das rundbogige Portal, das über eine zweiarmige, überdachte Treppe erschlossen ist, darüber im Giebelbereich ein Balkon. Auf der Gartenseite befinden sich ein Balkon und ein Giebelsöller mit Stützenkonstruktion. | BDA-Hist.: Q38067342 Status: § 2a Stand der BDA-Liste: 2025-06-30 Name: Widum GstNr.: 848/2                                                                        |
| ja   | Datei hochladen | Brandberger Kapelle HERIS-ID: 39950 Objekt-ID: 39808 TKK: 15148                 | oberhalb Brandbergstraße Standort KG: Mayrhofen       | Mariahilfkapelle aus dem Jahr 1847 (oder 1849) mit einem älteren Mariahilfsbild aus einem Vorgängerbau, der nach mündlichen Überlieferungen von den Zillertaler Inklinanten zerstört worden sein soll. Die neugotische Kapelle hat einen gemauerten, dreiseitigen Chor und einen hölzernen Vorbau. Der Eingang ist traufseitig. Auf dem mit Schindeln gedeckten Satteldach steht ein hölzerner Dachreiter mit Pyramidendach. An der Giebelseite befindet sich ein Rundbogenfenster mit bunter Bleiverglasung und innen ein spitzbogiger Fronbogen. | BDA-Hist.: Q37991686 Status: § 2a Stand der BDA-Liste: 2025-06-30 Name: Mariahilfkapelle/Brandbergerkapelle GstNr.: .314                                           |
| ja   | Datei hochladen | Waldfriedhof HERIS-ID: 98089 Objekt-ID: 113967 TKK: 115650                      | südlich Brandbergstraße 368 Standort KG: Mayrhofen    | Der Friedhof am Scheulingwald östlich des Ortszentrums wurde 1965 als Ersatz für den aufgelassenen alten Friedhof bei der Pfarrkirche angelegt und 1978 erweitert. Die großzügige, von Alios Nothdurfter geplante Anlage mit lockerem Baumbestand und regelmäßigem Wegesystem ist von einer Naturstein-Mauer umschlossen. Der Haupteingang an der Westseite mit schmiedeeisernem Gittertor wird von zwei schmiedeeisernen Leuchten flankiert. Im Süden befindet sich die Aufbahrungshalle, im westlichen Bereich der in die Umfassung integrierte Urnenhain. Die Gräber sind mit schmiedeeisernen Kreuzen geschmückt. | BDA-Hist.: Q37771249 Status: § 2a Stand der BDA-Liste: 2025-06-30 Name: Waldfriedhof GstNr.: 888/9, 888/14, 888/15, 888/16 Waldfriedhof, Mayrhofen                 |
| ja   | Datei hochladen | Aufbahrungshalle HERIS-ID: 98090 Objekt-ID: 113968 TKK: 134165                  | Brandbergstraße 369 Standort KG: Mayrhofen            | Die Aufbahrungshalle am südlichen Rand des Waldfriedhofs wurde 1965 nach Plänen von Eberhard Müller-Thies erbaut. Der Bau über rechteckigem Grundriss mit flachem Satteldach hat eine offene, pfeilergestützte Vorhalle und einen aus Natursteinen gemauerten, rund auskragenden Turm mit Kegeldach. Am Turm befindet sich ein Kruzifix von Otto Moroder. Das Wandfeld über dem Eingang und die Ostwand sind mit Betonglasfenstern gestaltet. Die Reliefs am Portal stammen von Elmar Kopp. Der Innenraum ist mit einer hölzernen Balkendecke und einem keramischen Boden versehen. | BDA-Hist.: Q37771258 Status: § 2a Stand der BDA-Liste: 2025-06-30 Name: Aufbahrungshalle GstNr.: 888/9 Aufbahrungshalle, Mayrhofen                                 |
| ja   | Datei hochladen | Floriansbrunnen HERIS-ID: 98092 Objekt-ID: 113970 TKK: 135225                   | Dorf Haus Standort KG: Mayrhofen                      | Der Brunnen aus dem 20. Jahrhundert besteht aus einem rechteckigen Brunnentrog und einer runden, hölzernen Säule, darauf eine Holzskulptur des hl. Florian unter geschwungenem Blechdach. | BDA-Hist.: Q37771266 Status: § 2a Stand der BDA-Liste: 2025-06-30 Name: Floriansbrunnen GstNr.: 1897/3                                                             |
| ja   | Datei hochladen | Bauernhof Gratzer HERIS-ID: 41573 Objekt-ID: 42095 TKK: 15114                   | Dorf Haus 767 Standort KG: Mayrhofen                  | Der quergeteilte, zweigeschoßige Einhof mit schindelgedecktem Satteldach stammt im Kern aus dem 17. Jahrhundert und wurde 1783 um eine Achse nach Osten erweitert. Der Wirtschaftstrakt wurde um 1960 modernisiert, 1991/92 der Hof denkmalgerecht revitalisiert. Der Wohnteil in der südlichen Gebäudehälfte ist mit Ausnahme der östlichen gemauerten Gebäudehälfte in Kantblockbauweise gezimmert und giebelseitig von Süden über einen Mittelflur erschlossen. Die Söller mit geschlossener Bretterbrüstung im Obergeschoß und im Giebelfeld sowie der Dachstuhl stammen aus der Zeit der Erweiterung. Der Wirtschaftstrakt mit Stall und Heulege befindet sich im nördlichen Teil. Der Einhof ist eines der letzten noch in intakter Umgebung erhaltenen Bauernhäuser von Mayrhofen. | BDA-Hist.: Q38001732 Status: Bescheid Stand der BDA-Liste: 2025-06-30 Name: Bauernhof Gratzer GstNr.: .253, 1128/2                                                 |
| ja   | Datei hochladen | Gasthaus Zum Griena HERIS-ID: 46311 Objekt-ID: 48138 TKK: 15116                 | Dorf Haus 768 Standort KG: Mayrhofen                  | Das zweigeschoßige Wohngebäude eines Paarhofes mit Satteldach stammt im Kern aus dem 17. Jahrhundert. Das ursprünglich durch Teilung entstandene Doppelwohnhaus wurde durch Anbauten mehrmals überformt und zuletzt 1977/78 als Gasthaus adaptiert. Der Baukörper des giebelseitig erschlossenen Mittelflurhauses ist mit Ausnahme des Bruchsteinfundaments und des gemauerten Erdgeschoßes an der südlichen Traufseite vollständig in Kantblockbauweise gezimmert. Der westlichen Eingangsfassade ist im Obergeschoß ein nach drei Seiten umlaufender Söller mit geschlossener Bretterbrüstung vorgelagert, das gesamte Giebelfeld ist senkrecht verbrettert. | BDA-Hist.: Q38020543 Status: Bescheid Stand der BDA-Liste: 2025-06-30 Name: Gasthaus Zum Griena GstNr.: .234                                                       |
| ja   | Datei hochladen | Alte Sennerei/ehem. Körnerkasten HERIS-ID: 45461 Objekt-ID: 46800 TKK: 15144    | Dorf Haus 771 Standort KG: Mayrhofen                  | Das zweigeschoßige Gebäude mit steinsichtigem Bruchsteinmauerwerk wurde 1842 als Kornkasten errichtet. Der ursprünglich offene Giebel des flachen Satteldaches wurde an der nördlichen Giebelseite nachträglich mit Feldsteinmauerwerk ausgefüllt. Die beiden Giebelfassaden sind jeweils zweiachsig gegliedert. An der westlichen Traufseite führt eine hölzerne Freitreppe in das Obergeschoß. | BDA-Hist.: Q38016071 Status: Bescheid Stand der BDA-Liste: 2025-06-30 Name: Alte Sennerei/ehem. Körnerkasten GstNr.: .250                                          |
| ja   | Datei hochladen | Alte Schule HERIS-ID: 98051 Objekt-ID: 113928 TKK: 115648                       | Hauptstraße 407 Standort KG: Mayrhofen                | Das Gebäude wurde vermutlich 1834 erbaut und 1895 und 1906 erweitert, 1921 wurde es in Blockbauweise aufgestockt. Bis 1967 wurde es als Volksschule genutzt, seither dient es als Geschäfts- und Wohnhaus. Der dreigeschoßige Bau mit Pfettendach ist mit gemalter Eckquaderung sowie Balkonen und Söllern mit geschnitzten Säulen und Zierschnittbrettern an den Brüstungen gestaltet. Die Innenräume wurden gegenüber dem ursprünglichen Zustand stark verändert. | BDA-Hist.: Q37771188 Status: § 2a Stand der BDA-Liste: 2025-06-30 Name: Alte Schule GstNr.: .125                                                                   |
| ja   | Datei hochladen | Kriegerdenkmal HERIS-ID: 98049 Objekt-ID: 113926 TKK: 22465                     | Hauptstraße 409 Standort KG: Mayrhofen                | Das Kriegerdenkmal wurde 1924 errichtet, die Statue des kämpfenden Soldaten stammt von Andreas Hinterholzer. | BDA-Hist.: Q37771167 Status: § 2a Stand der BDA-Liste: 2025-06-30 Name: Kriegerdenkmal GstNr.: .674                                                                |
| ja   | Datei hochladen | Marktgemeindeamt HERIS-ID: 97383 Objekt-ID: 113186 TKK: 15123                   | Hauptstraße 409 Standort KG: Mayrhofen                | Das Gemeindeamt wurde 1929 erbaut und 2009 in der ursprünglichen äußeren Form wiederhergestellt. Der mächtige dreigeschoßige Mauerbau mit flachem Walmdach weist an der südlichen und nördlichen Gebäudeecke einen runden Erker über beide Obergeschoße auf. In der mittleren Achse befindet sich ein Rundbogenportal mit abgefastem Gewände. Die Fenster in den Obergeschoßen sind mit rahmender Sgraffitomalerei aus den 1970er Jahren geschmückt. Das Innere ist über ein großzügiges hölzernes Treppenhaus mit durchbrochenem Geländer und Wandvertäfelung sowie durch einen gläsernen Anbau von 2009 an der Rückseite mit Treppenhaus und Liftanlage erschlossen. Im ersten Obergeschoß liegt der zum Treppenhaus hin großflächig verglaste Sitzungssaal.                            | BDA-Hist.: Q37769813 Status: § 2a Stand der BDA-Liste: 2025-06-30 Name: Marktgemeindeamt GstNr.: .674 Marktgemeindeamt Mayrhofen                                   |
| ja   | Datei hochladen | Straßenbrücke, Hochstegen HERIS-ID: 98093 Objekt-ID: 113971 TKK: 16278          | bei Hochsteg 550 Standort KG: Mayrhofen               | Die gedeckte hölzerne Fachwerkbrücke über die Klamm des Zemmbachs verbindet die Gemeinden Finkenberg und Mayrhofen. | BDA-Hist.: Q37771275 Status: § 2a Stand der BDA-Liste: 2025-06-30 Name: Straßenbrücke, Hochstegen GstNr.: 1944/2, 1911 Straßenbrücke Hochstegen                    |
| ja   | Datei hochladen | Floriansbrunnen HERIS-ID: 98096 Objekt-ID: 113974 TKK: 15192                    | gegenüber Hollenzen 100 Standort KG: Mayrhofen        | Der Brunnen besteht aus einem großen rechteckigen Steintrog von 1959 und einer hölzernen Brunnensäule mit einer Statue des hl. Florian von 1975. | BDA-Hist.: Q37771293 Status: § 2a Stand der BDA-Liste: 2025-06-30 Name: Floriansbrunnen GstNr.: 2063                                                               |
| ja   | Datei hochladen | Laubichler Kapelle HERIS-ID: 98094 Objekt-ID: 113972 TKK: 15149                 | gegenüber Laubichl 155 Standort KG: Mayrhofen         | Die Kapelle wurde 1972 anstelle eines Vorgängerbaus von 1878 errichtet. Über einem Mauerfundament mit halbkreisförmigem Grundriss erhebt sich ein spitz zulaufendes, schindelgedecktes Dach in Form einer halben Pyramide. Über einem Kruzifix enthält sie eine Emailtafel von Max Spielmann mit Darstellung des hl. Leonhard von 1972. | BDA-Hist.: Q37771284 Status: § 2a Stand der BDA-Liste: 2025-06-30 Name: Laubichler Kapelle GstNr.: 2157                                                            |
| ja   | Datei hochladen | Berliner Hütte HERIS-ID: 57605 Objekt-ID: 67824 TKK: 15145                      | Zemmgrund 282 Standort KG: Mayrhofen                  | Die Berliner Hütte ist eine ursprünglich 1879 von der Sektion Berlin des Deutschen und Oesterreichischen Alpenvereins (DOeAV) erbaute und mehrfach erweiterte Alpenvereinshütte. | BDA-Hist.: Q821559 Status: Bescheid Stand der BDA-Liste: 2025-06-30 Name: Berliner Hütte GstNr.: .403/1, .403/2 Berliner Hütte                                     |